# Cordero a la pastora

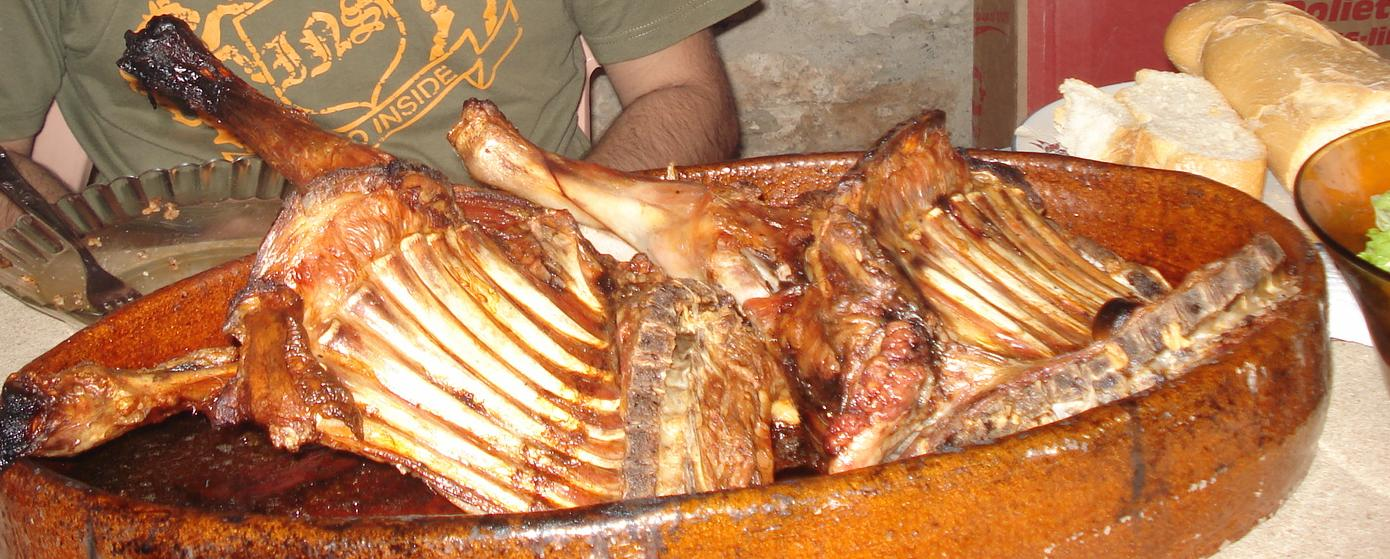
Cordero asado al estilo español, con su fuente de barro.

El cordero a la pastora (denominado también cordero a la pastoril) se trata de un plato elaborado con carne de cordero muy típico en diversas partes de la cocina española. Su nombre indica la influencia pastoril que emplea en su elaboración un cordero lechal (una cría de cordero) que se asa empleando apenas algunos condimentos como el ajo, la sal gorda y hierbas aromáticas. Las partes finales del asado de la carne del cordero lechal se controlan añadiendo agua con el objeto de que la carne quede más tierna. Es un plato que se suele servir caliente. 

## Características
El cordero es asado y condimentado con un majado preparado en un mortero. En dicho majado se suele emplear unos granos pimienta negra, aceite de oliva, un diente de ajo, aromatizado con unas ramitas de tomillo, todo ello desleido en una mezcla acuosa de vino blanco.
El asado se hace a la castellana, es decir en un horno de leña, empleando una fuente de barro. Cuando la carne exterior esté bien asada y muestre su dorado característico estará preparado, durante el proceso de horneado se suele añadir un poco de agua con el objeto de que la carne en contacto con el fondo no se reseque en exceso, se controla para evitar su total evaporación. La guarnición habitual suele ser de patatas panaderas